# Jiffy lube
Jiffy Lube — североамериканская компания, состоящая из 2000 предприятий, предлагающая автомобильные услуги. Основана в Хьюстоне, штат Техас, и является дочерней компанией Shell Oil.

## Обзор
Jiffy Lube представляет собой сеть из более чем 2000 сервисных центров по всей Северной Америке, в том числе и Канаде. Количество клиентов составляет 24 миллиона автомобилистов в год. Штаб квартира находится в месте основания, в Хьюстоне, штат Техас.  На данный момент компания предлагает качественный сервис, состоящий в замене масла и фильтра.

## История
Первый магазин Jiffy Lube был открыт в Огдене, штате Юта, ещё в 1971 году. Затем, в течение нескольких лет, центры Jiffy Lube распространялись в пределах штата, пока в 1971 году Джеймс Хиндман не выкупил 7 филиалов и переехал в Балтимор, открыв их там. Этот момент времени и принято считать датой основания компании.
В 1987  компания имела уже 1020 филиалов, а к 1989 начала открывать фирменные магазины.
К 1991 году компания являлась банкротствующей, и, в итоге, стала дочерней от  Penzoil.
В 1998 году компания имела уже 1541 магазин.
В 2002 году бренд Jiffy Lube в конце концов приобретен Shell Oil.